# Temisto (filha de Hipseu)
Temisto, na mitologia grega, foi uma filha de Hipseu e esposa de Atamante.
Existem várias versões sobre seu mito.

## Versão de Pseudo-Apolodoro
Em Pseudo-Apolodoro, Temisto foi a terceira esposa de Atamante, filho de Éolo e Enarete e rei da Beócia.
Sua primeira esposa foi Nefele, com quem teve dois filhos, Frixo e Hele. Sua segunda esposa foi Ino, filha de Cadmo e Harmonia, com quem teve dois filhos, Learco e Melicertes.
Ino conseguiu indispor Atamante contra Nefele, Frixo e Hele, que fugiram no carneiro com o velo de ouro de Hermes. Mais tarde, porém, pela ira de Hera, Atamante ficou louco, a matou Learco com uma flecha; Ino jogou-se como seu filho Melicertes no mar.
Atamante foi banido da Beócia e, perguntando ao deus onde devia morar, recebeu do oráculo a instrução que deveria morar onde ele fosse alimentado por animais selvagens; ele encontrou um grupo de lobos devorando ovelhas, mas quando os lobos o viram, fugiram, deixando a sua presa. Atamante se estabeleceu neste lugar, chamou-o de Athamantia, casou-se com Temisto, filha de Hipseu, e teve mais quatro filhos, Leucon, Erythrius, Esqueneu e Ptous. Segundo Ásio de Samos,Ptous, filho de Atamante e Temisto, deu nome ao Monte Ptous, na Beócia.

## Versão de Higino
Higino dá várias versões para o mito; em todas, o casamento de Temisto com Atamante ocorre enquanto Ino ainda está vida, e Temisto tenta matar os filhos de Ino, matando seus próprios filhos por engano. 

### Fábula I
Nesta versão, Atamante, filho de Eólo, tem, com Nébula (Nefele) dois filhos, Frixo e Hele, com Temisto, filha de Hipseu, dois filhos, Sphincius e Orcómeno, e com Ino, filha de Cadmo, dois filhos, Learco e Melicertes. Como Ino roubou o casamento de Temisto, esta resolveu matar os filhos de Ino; mas ela matou os próprios filhos, porque a babá das crianças havia colocado as roupas erradas. Quando ela descobriu o erro, se matou.

### Fábula IV
Atamante achou que Ino, com quem ele tivera dois filhos, havia morrido, e se casou com Temisto, filha de uma ninfa. Mas Ino estava no Parnaso, participando de mistérios de Baco. Atamante trouxe Ino em segredo, mas Temisto descobriu, mas, sem saber a identidade de Ino, e achando que ela era uma escrava, contou a ela seu plano: os filhos de Ino deveriam ser vestidos de preto, e os filhos de Temisto de branco, para que ela matasse os filhos de Ino. Porém Ino trocou as cores, e Temisto matou os próprios filhos; ao descobrir isso, ela se matou.

## Versão de Nono de Panópolis
Atamante casou-se, em sequência, com Ino, filha de Cadmo, Nefele e Temisto, filha de Hipseu. Ino teve dois filhos, Nefele também teve dois filhos, e Temisto, inicialmente, também teve dois filhos, os guerreiros Esqueneu e Leucon, e, em seguida, os gêmeos Porphyrion e Ptoios. Temisto matou Porphyrion e Ptoios, achando que eles eram os filhos gêmeos de Ino.